# Campionat d'Espanya de motociclisme de velocitat 1978
La temporada de 1978 del CEV, denominat oficialment Campionat d'Espanya de velocitat,  fou la 29a edició d'aquest campionat, organitzat per la Reial Federació Motociclista Espanyola. Entre les diverses proves puntuables disputades als Països Catalans hi hagué la de Cullera (la darrera del campionat, el 22 d'octubre).

## Classificació final

### 50cc
| Posició | Pilot               | Motocicleta | Punts |
| ------- | ------------------- | ----------- | ----- |
| 1       | Ricardo Tormo       | Bultaco     | 90    |
| 2       | Ángel Nieto         | Bultaco     | 60    |
| 3       | Jorge Navarrete     | Derbi       | 48    |
| 4       | Gaspar Legaz        | Kreidler    | 41    |
| 5       | José María Baena    | Kreidler    | 34    |
| 6       | Joaquim Galí        | Bultaco     | 32    |
| 7       | Daniel Mateos       | Bultaco     | 20    |
| 8       | Oscar Franconi      | Derbi       | 18    |
| 9       | Javier Soroa        | Kreidler    | 13    |
| 10      | José Antonio Inglés | Derbi       | 13    |

### 125cc
| Posició | Pilot                 | Motocicleta | Punts |
| ------- | --------------------- | ----------- | ----- |
| 1       | Ángel Nieto           | Bultaco     | 75    |
| 2       | Ricardo Tormo         | Bultaco     | 51    |
| 3       | Pedro Cegarra         | Morbidelli  | 51    |
| 4       | Miguel Angel Cortés   | Morbidelli  | 47    |
| 5       | Marcelino García      | Morbidelli? | 45    |
| 6       | Jorge Navarrete       | Morbidelli  | 39    |
| 7       | Agustín Pérez Calafat | Morbidelli  | 35    |
| 8       | Artur Duch            | Morbidelli  | 18    |
| 9       | Benjamí Grau          | Morbidelli  | 10    |
| 10      | C. Martínez           | ?           | 10    |

### 250cc
| Posició | Pilot                   | Motocicleta | Punts |
| ------- | ----------------------- | ----------- | ----- |
| 1       | Benjamí Grau            | Derbi       | 65    |
| 2       | Ángel Nieto             | Yamaha      | 57    |
| 3       | Francisco Pérez Calafat | Yamaha      | 48    |
| 4       | Víctor Palomo           | Yamaha      | 45    |
| 5       | Carlos Morante          | Yamaha      | 42    |
| 6       | Marcelino García        | Yamaha      | 36    |
| 7       | Luis Miguel Reyes       | Yamaha      | 29    |
| 8       | Toni García             | Yamaha      | 26    |
| 9       | Fernando González       | Yamaha      | 22    |
| 10      | Josep Maria Mallol      | Yamaha      | 13    |

### 750cc
| Posició | Pilot                   | Motocicleta | Punts |
| ------- | ----------------------- | ----------- | ----- |
| 1       | Víctor Palomo           | Yamaha      | 87    |
| 2       | Carlos Morante          | Yamaha      | 60    |
| 3       | Benjamí Grau            | Yamaha?     | 37    |
| 4       | Carlos de San Antonio   | Suzuki?     | 35    |
| 5       | Lluís Ricart            | Yamaha?     | 29    |
| 6       | Francisco Pérez Calafat | Suzuki?     | 60    |
| 7       | Jaume Alguersuari       | Yamaha?     | 26    |
| 8       | Alfonso Durán           | Yamaha?     | 20    |
| 9       | Quique De Juan          | Yamaha?     | 18    |
| 10      | Bonàs                   | Yamaha?     | 10    |